# David Möller
David Möller (Sonneberg, 13 januari 1982) is een Duitse rodelaar. Hij won zes medailles op de wereldkampioenschappen rodelen waarvan vier goud (singles: 2004, 2007; mixed teams: 2004, 2007), één zilver (singles: 2008) en één brons (singles: 2005). Hij was vijfde op de Olympische Spelen in 2006, tweede op de Spelen in 2010 en veertiende op de Spelen in 2014.
- Gemeinsame Normdatei: 133474577
- International Standard Name Identifier: 0000 0000 1998 9446
- Virtual International Authority File: 75042991
- WorldCat: E39PBJjCVgGJ97wDgKxdgRt3Qq